# آناندهی
آناندهی (به انگلیسی: Anandhi) (زاده ۱۰ دسامبر ۱۹۹۶) بازیگر هندی است.
از کارهای معروف او می‌توان به بازی در فیلم رهبر، بازجویی و خدایی که سوار بر اسب می‌شود اشاره کرد.